# Tanaecia dohertyi
Tanaecia dohertyi är en fjärilsart som beskrevs av Butler 1901. Tanaecia dohertyi ingår i släktet Tanaecia och familjen praktfjärilar. Inga underarter finns listade i Catalogue of Life.